# 阮福晸
阮福晸（越南语：／，1807年8月26日—1808年），越南阮朝明命帝第二子，生母賢妃吳氏政。生於嘉隆六年（1807年）八月，剛滿一歲就夭折，列祀展親祠。
他是永祥郡王阮福綿宏、富平郡王阮福綿𡪿、和國公阮福綿宭、廣化郡公阮福綿宛、安靜皇女阮氏玉琮、安富公主阮玉珪珈、祿成公主阮玉琬琰和皇女阮玉瑞淑的同母兄。